# M.SS.41
M.SS.41은 나치 독일및 체코슬로바키아에서 1941년 생산한 대전차 소총이다.
해당 총기의 개발은 순조롭게 진행되었고 생산 발주량도 많았지만 기존에 쓰이던 대전차소총 탄약과 호환이 불가했으며 적군 기갑전력의 장갑이 강화되면서 무장친위대는 대전차소총 자체에 회의적인 시선을 가지게 되었다. 결정적으로 성능도 향상되고 가격도 싼 대전차 로켓들이 개발되면서 59정 정도만 생산되고 단종되었다.